# Háaleiti og Bústaðir
Háaleiti og Bústaðir (i. e. 'Háaleiti y Bústaðir') es un municipio del centro de Reikiavik, Islandia.

## Límites
Limita al occidente con el distrito de Hlíðar, al norte con el de Laugardalur, al oriente con el de Árbær y al suroriente con el de Breiðholt. Al sur limita con el municipio de Kópavogur.